# Дернбург, Фридрих
Фридрих Дернбург (Friedrich Dernburg) (3 октября 1833, Майнц — 3 декабря 1911, Берлин) — немецкий публицист и политик.
Происходил из еврейской семьи, в 1841 году принявшей лютеранство. Его отец Хартвиг Дернбург (1795-1878) – адвокат в Майнце, позже профессор права в Гиссене, судья высшего апелляционного суда в Дармштадте.
С 1850 г. изучал право в Гиссене, Гейдельберге и Париже. Работал судебным адвокатом сначала в Майнце, с 1863 года – в Дармштадте.
В 1866-1875 гг. член Гессенских земских штатов, лидер Партии Прогресса. В 1871-1881 гг. депутат Рейхстага, член национал-либеральной фракции (вышел из неё в феврале 1881 года незадолго до окончания полномочий).
С 1875 года главный редактор газеты Берлинер Национал-Цайтунг. Покинул пост в 1890 году.
С 1894 года редактор отдела фельетонов газеты Berliner Tageblatt.
В 1883 году сопровождал кронпринца Фридриха Вильгельма в Испанию и Рим и издал по этому поводу «Reiseskizzen» (1884). Кроме того, написал: «Russ. Leute» (1885), «Berliner Geschichten» (1886), имевший успех роман из берлинской жизни «Die Oberstolze» (1889), «Auf deutscher Bahn in Kleinasien» (1892) и др.
Опубликовал пьесы «Тренк» (1886), «Парламентарий» (1886), детективный роман «Der Oberstolze» (1889), комедию «Неудачная профессия» («Verfehlter Beruf», 1891, совместно с Эрихом Цабелем).
Умер в Берлине 3 декабря 1911 года.
С 1864 года был женат на Луизе Шталь, дочери священника из Франкиш-Крумбаха. Старший сын Бернхард Дернбург (1865-1937) – банкир, в 1919 году министр финансов в правительстве Шайдеманна. Младший сын Герман Дернбург (1868-1935) – архитектор. Дочь Эмма – жена профессора права Иоганнеса Бирмана.